# ムント塔

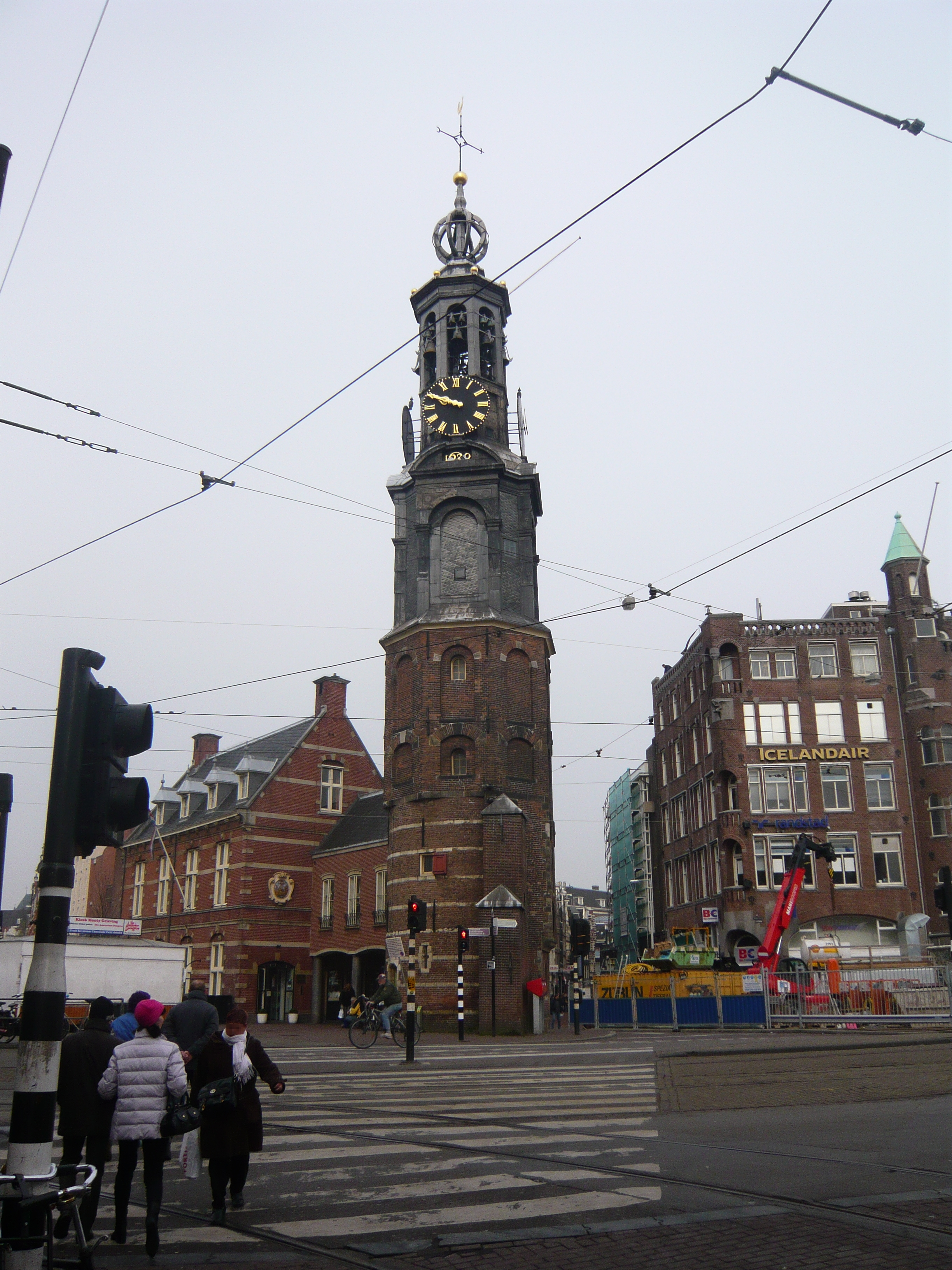
ムント塔

ムント塔（ムントとう）またはムントトーレン（Munttoren）は、オランダのアムステルダムにある塔である。アムステル川とシンゲル運河の合流点に位置する、六差路のムント広場（Muntplein）の西に建っている。
「ムント（Munt）」とは「貨幣、鋳貨する」を意味し、1672年にフランスがアムステルダムを侵略した際、この塔を貨幣鋳造所として利用していたことに由来する。
塔は特別な許可がないかぎり、基本的に登ることはできない。1階はショップになっている。

## 歴史
17世紀までアムステルダムではシンゲル運河沿いに城壁が築かれ、街を取り囲んでいた。17世紀になり街は発展し城壁が取り払われたが、この塔だけが残された。後にこの塔の上に時計台が取り付けられ現在の姿となった。基の塔自体は15世紀頃に建てられたものである。

## 時計台

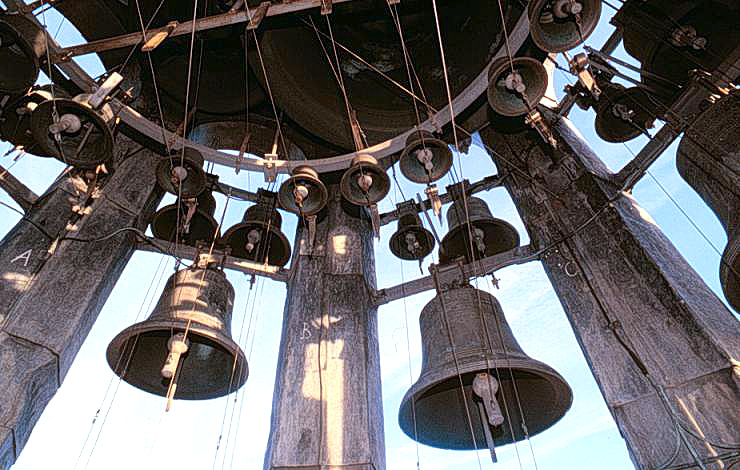
ムント塔のカリヨン

黒の文字盤に白文字の時計。38のカリヨン（組鐘）をもつ。